# Presidenti della Provincia di Verona
Elenco dei presidenti dell'amministrazione provinciale di Verona.

## Regno d'Italia (1866-1946)

### Presidenti del Consiglio provinciale (1866-1926)
- Alessandro Carlotti (1866-1867)
- Pietro Paolo Martinati (1867-1872)
- Everardo Scandola (1872-1889)
- Achille Fagioli (1889-1896)
- Augusto Righi (1896-1902)
- Vittorio Avrese (1902-1904)
- Luigi Dorigo (1904-1915)
- Giovanni Antonio Campostrini (10 agosto 1914-1921)

### Presidenti della Deputazione provinciale (1889-1926)
| Nº  | Nº | Ritratto | Nome                         | Mandato     | Mandato     | Partito |
| Nº  | Nº | Ritratto | Nome                         | Inizio      | Fine        | Partito |
| --- | -- | -------- | ---------------------------- | ----------- | ----------- | ------- |
| 1   |    |          | Francesco Campostrini        | 1889        | 1893        | ?       |
| 2   |    |          | Luigi Dorigo                 | 1895        | 1904        | ?       |
| 3   |    |          | Giulio Pontedera             | 1904        | 1910        | ?       |
| 4   |    |          | Giovanni Antonio Campostrini | giugno 1910 | agosto 1914 | ?       |
| (3) |    |          | Giulio Pontedera             | 1914        | ?           | ?       |

## Italia repubblicana (dal 1946)

### Presidenti della Provincia (dal 1951)

#### Eletti dal Consiglio provinciale (1951-1995)
| Nº | Nº   | Ritratto | Nome                | Mandato        | Mandato        | Partito                     | Elezione |
| Nº | Nº   | Ritratto | Nome                | Inizio         | Fine           | Partito                     | Elezione |
| -- | ---- | -------- | ------------------- | -------------- | -------------- | --------------------------- | -------- |
| 1  |      |          | Luigi Buffatti      | 1951           | 1956           | Democrazia Cristiana        | 1951     |
| 1  | 1956 | 1960     | Luigi Buffatti      | 1956           |                | Democrazia Cristiana        |          |
| 2  |      |          | Renato Gozzi        | 1961           | 1965           | Democrazia Cristiana        | 1960     |
| 3  |      |          | Angelo Tomelleri    | 1965           | 1970           | Democrazia Cristiana        | 1964     |
| 4  |      |          | Giorgio Zanotto     | 1970           | 1975           | Democrazia Cristiana        | 1970     |
| 5  |      |          | Bruno Castelletti   | 1975           | 1978           | Partito Socialista Italiano | 1975     |
| 6  |      |          | Fabrizio Lonardi    | 1978           | 1980           | Partito Socialista Italiano | 1975     |
| 7  |      |          | Ennio Molon         | 1980           | 30 luglio 1985 | Democrazia Cristiana        | 1980     |
| 8  |      |          | Massimo De Battisti | 30 luglio 1985 | 31 luglio 1990 | Partito Socialista Italiano | 1985     |
| 9  |      |          | Alberto Fenzi       | 31 luglio 1990 | 8 maggio 1995  | Partito Socialista Italiano | 1990     |

#### Eletti direttamente dai cittadini (1995-2014)
| Nº | Nº | Ritratto | Nome                                    | Mandato          | Mandato          | Partito                       | Coalizione                 | Elezione |
| Nº | Nº | Ritratto | Nome                                    | Inizio           | Fine             | Partito                       | Coalizione                 | Elezione |
| -- | -- | -------- | --------------------------------------- | ---------------- | ---------------- | ----------------------------- | -------------------------- | -------- |
| 10 |    |          | Antonio Borghesi                        | 8 maggio 1995    | 10 novembre 1998 | Lega Nord                     | Grande coalizione (PPI-LN) | 1995     |
| –  |    |          | Mario Torda (Commissario straordinario) | 10 novembre 1998 | 28 giugno 1999   | —                             | —                          | —        |
| 11 |    |          | Aleardo Merlin                          | 28 giugno 1999   | 28 giugno 2004   | Forza Italia                  | FI-AN-CCD-VNE              | 1999     |
| 12 |    |          | Elio Mosele                             | 28 giugno 2004   | 8 giugno 2009    | Indipendente di centro-destra | FI-UdC-AN-LN               | 2004     |
| 13 |    |          | Giovanni Miozzi                         | 8 giugno 2009    | 13 ottobre 2014  | Il Popolo della Libertà       | PdL-LN                     | 2009     |

#### Eletti dai sindaci e consiglieri della provincia (dal 2014)
| Nº | Ritratto | Ritratto | Nome                  | Mandato         | Mandato         | Partito      | Elezione |
| Nº | Ritratto | Ritratto | Nome                  | Inizio          | Fine            | Partito      | Elezione |
| -- | -------- | -------- | --------------------- | --------------- | --------------- | ------------ | -------- |
| 14 |          |          | Antonio Pastorello    | 13 ottobre 2014 | 31 ottobre 2018 | Forza Italia | 2014     |
| 15 |          |          | Manuel Scalzotto      | 31 ottobre 2018 | 29 gennaio 2023 | Lega Nord    | 2018     |
| 16 |          |          | Flavio Massimo Pasini | 29 gennaio 2023 | in carica       | Lega Nord    | 2023     |